# Orlando Peloso
Orlando José Peloso (Rosario, Argentina, 1930) es un exfutbolista argentino que jugaba de Mediocampista y que se caracterizaba por ejecutar potentes disparos con el balón.

## Trayectoria
Surgido de la cantera de Newell's Old Boys, comenzó su carrera en 1948 durante la huelga de jugadores profesionales. En 1949 ganó la Copa Adrián C. Escobar, permaneció allí durante casi ocho años, en 1955 participó en la gira de Newell's por Europa y a su vuelta fue suspendido por la comisión directiva.
En ese tiempo estuvo en el Club Atlético Tembetary de Paraguay donde logró el título de la tercera división en 1955 consiguiendo así el ascenso del club de categoría.
Hasta que volvió a Rosario en 1956 para ser trasferido al Club Atlético Huracán donde fue figura, en el «globo» dio demostración de la brutalidad de sus remates, uno de los más potentes en la historia del fútbol argentino, convirtió goles con cañonazos desde el punto penal, tiros libres y desde la mitad de la cancha, aquel año fue el goleador del equipo con 10 anotaciones.
En 1959 vuelve al Club Atlético Tembetary de Paraguay donde consigue el título de Segunda División de Paraguay logrando así nuevamente ascender de categoría.
En 1960 lo adquiere Boca Juniors, sin embargo no jugó en aquel equipo ya que inmediatamente fue trasferido al Club Universidad de Chile, entonces campeón del fútbol chileno.
Posteriormente llegó al San Lorenzo de Córdoba donde finalizó su carrera.

## Estadísticas

### Clubes
| Club                 | País      | Año       |
| -------------------- | --------- | --------- |
| Newell's Old Boys    | Argentina | 1948-1955 |
| Atlético Tembetary   | Paraguay  | 1955      |
| Huracán              | Argentina | 1956-1958 |
| Atlético Tembetary   | Paraguay  | 1959      |
| Universidad de Chile | Chile     | 1960      |
| San Lorenzo          | Argentina | 1961-1962 |

## Palmarés

### Títulos nacionales
| Título                 | Club               | País      | Año  |
| ---------------------- | ------------------ | --------- | ---- |
| Copa Adrián C. Escobar | Newell's Old Boys  | Argentina | 1949 |
| Tercera División       | Atlético Tembetary | Paraguay  | 1955 |
| Segunda División       | Atlético Tembetary | Paraguay  | 1959 |